# Svartkindad hackspett
Svartkindad hackspett (Melanerpes pucherani) är en fågel i familjen hackspettar inom ordningen hackspettartade fåglar.

## Utseende och läte
Svartkindad hackspeett är en medelstor hackspett med stor och svart mask över ögat, en vit fläck bakom ögat, svart ovansida med smala vita tvärband och en stor vit fläck på övergumpen. Hanen har röd hjässa, honan gråaktigt längst fram på hjässan och rött på hjässans bakre del.

## Utbredning och systematik
Fågeln förekommer från södra Mexiko (Veracruz, Chiapas) till västra Colombia och västra Ecuador. Den behandlas som monotypisk, det vill säga att den inte delas in i några underarter. Fågeln tros vara närmast släkt med guldnackad hackspett och colombiaspett.

## Levnadssätt
Svartkindad hackspett hittas i fuktiga städsegröna skogar och skogsbryn i tropiska låglänta områden.

## Status och hot
Arten har ett stort utbredningsområde, men tros minska i antal, dock inte tillräckligt kraftigt för att den ska betraktas som hotad. Internationella naturvårdsunionen IUCN listar arten som livskraftig (LC). Beståndet uppskattas till i storleksordningen 50 000 till en halv miljon vuxna individer.

## Namn
Fågelns vetenskapliga artnamn hedrar Jacques Pucheran (1817-1894), fransk zoolog och upptäcktsresande.

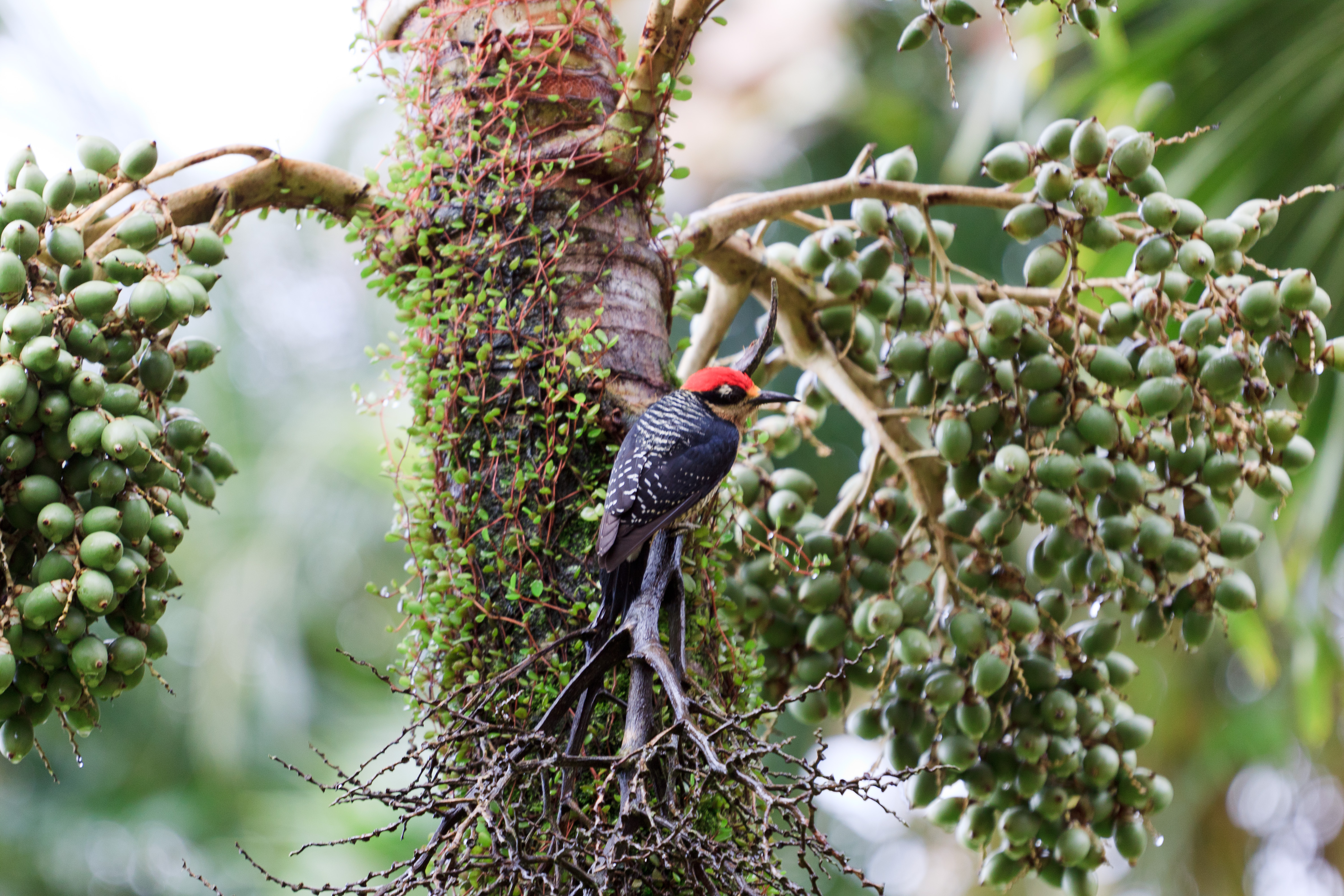